# フラワープロジェクト
フラワープロジェクトは東日本大震災により建てられた仮設住宅を彩るアート活動。震災後に多くみられた物資を送るボランティアと違い、仮設住宅の人・子供達と一緒に絵を描き希望ある空間を創造するのが特徴的。建てられた仮設住宅の生活期間が延長されてしまう現状から、生活の無機質な空間を明るくする目的で結成された。
2012年9月、ボランティア支援100名の参加により、宮城県石巻市糠塚前団地の仮設住宅の壁70mに花札の中を泳ぐ龍の絵が描かれた。仮設住宅8棟の壁をキャンバスに見立てた絵は、全体で長さ約70mという大作。主催したアーティストの新井文月が住民の要望をまとめ、花札の中を泳ぐ龍のデザインとした。花札には水性のペンキを使い、アヤメ、サクラ、ボタンなどが描かれた。
自治会長である小野孝雄は「龍の勢いのように早く復興して、自分たちも前に進みたい。ここからが出発点なので、壁画を見ることで前を向く力になればと思う」とコメントを残し、芸術活動でありながら被災地の心が支援ができると地元のTVやメディアに特集された。
2013年は福島県いわき市の仮設住宅に住む人達へフェイスペイントやエコバックなどを制作し、2014年の6月には在ニューヨーク日本国総領事館、同年9月には東京ミッドタウンにて活動展を開催している。

## 主催
- 新井文月

## 協力
- 株式会社ファンケル
- エスティローダー株式会社
- 特定非営利活動法人 ハッピーステップス
- 石巻災害復興支援協議会
- 石巻ふるさと復興協議会
- Tokyo de Volunteer

## 後援
宮城県石巻市